# Imre Rapp
Dans le nom hongrois Rapp Imre, le nom de famille précède le prénom, mais cet article utilise l’ordre habituel en français Imre Rapp, où le prénom précède le nom.
Imre Rapp (né le 15 septembre 1937 à Dunaföldvár en Hongrie et mort le 3 juin 2015 à Pécs), est un joueur de football international hongrois, qui évoluait au poste de gardien de but.

## Biographie

### Carrière en sélection
Avec l'équipe de Hongrie, il joue un match face à la RDA (pour aucun but inscrit) en 1973. 
Il figure dans le groupe des sélectionnés lors de l'Euro de 1972 (sans jouer).
Il participe aux JO de 1972 (sans jouer de matchs).

## Palmarès
| Hongrie - Jeux olympiques : - Argent : 1972. |